# Wacław Taranczewski
Wacław Taranczewski (ur. 4 marca 1903 w Czarnkowie, zm. 11 lutego 1987 w Krakowie) – polski malarz reprezentujący nurt dwudziestowiecznego koloryzmu.

## Życiorys

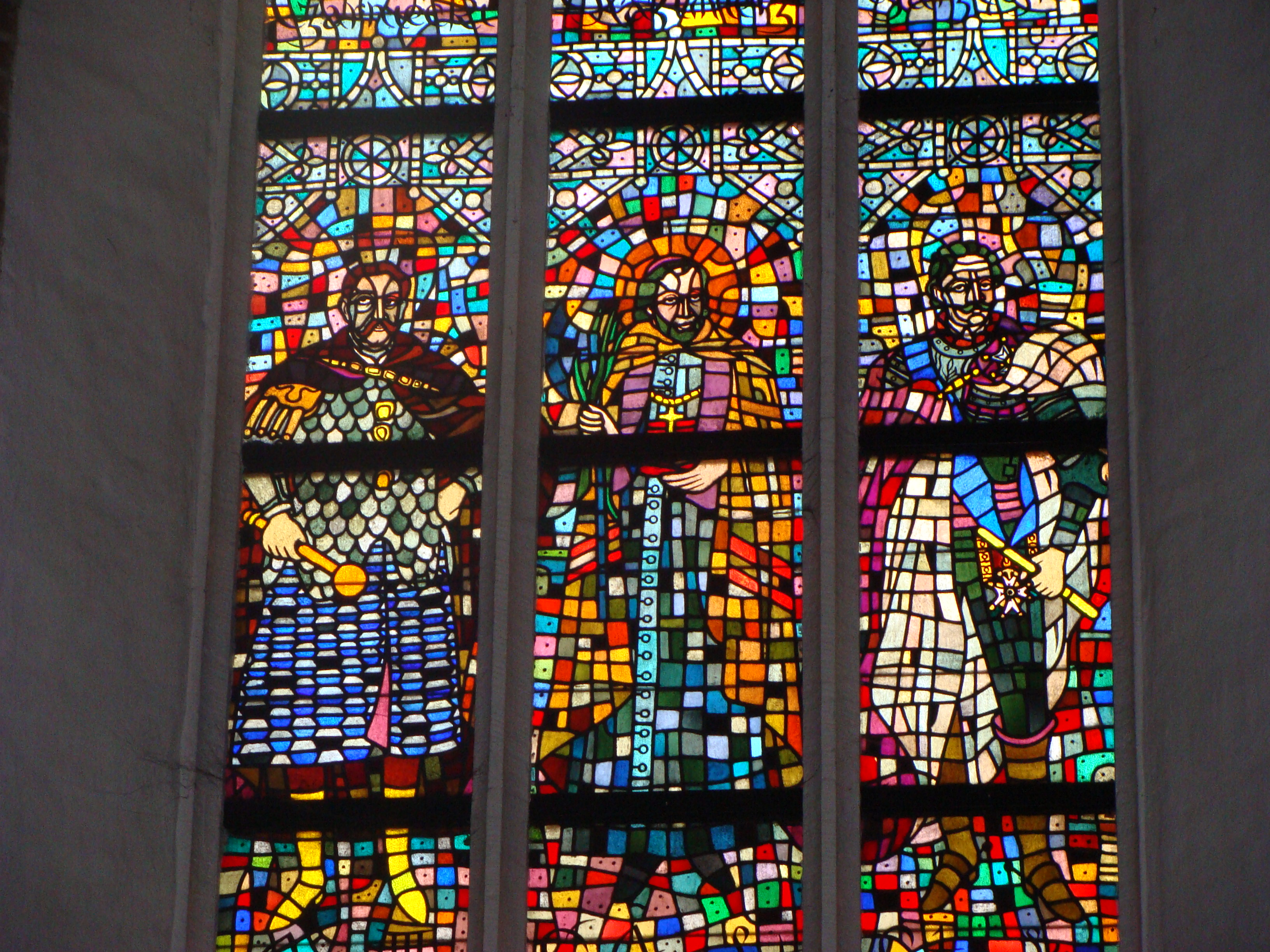
Witraż projektu Taranczewskiego, katedra w Warszawie

Ze sztuką awangardową zetknął się po 1918 roku, poznając prace ekspresjonistów skupionych w grupie Bunt, formistyczne obrazy Zbigniewa Pronaszki i rzeźby Augusta Zamoyskiego. W 1921 wstąpił do Państwowej Szkoły Sztuk Zdobniczych w Poznaniu, gdzie kształcił się pod kierunkiem J. Bocheńskiego i J. Wronieckiego. W 1922 przeniósł się do Krakowa, by rozpocząć studia w Akademii Sztuk Pięknych. Trudności finansowe zmusiły go do powrotu do Poznania i kontynuowania nauki w Szkole Sztuk Zdobniczych. 1923 powrócił jednak do Krakowa i ukończył pierwszy rok studiów. Wszedł zarazem w krąg oddziaływania futurystów, nawiązał kontakty z awangardowymi twórcami, Leonem Chwistkiem i Józefem Jaremą.
W 1925 trafił do pracowni Fryderyka Pautscha, zaś od 1927 kształcił się pod kierunkiem Felicjana Szczęsnego Kowarskiego. W 1929 wraz z Kowarskim przeniósł się do warszawskiej Szkoły Sztuk Pięknych. Na przełomie 1929 i 1930 z Paryża przyjechał do Warszawy Tytus Czyżewski. Jego prace pobudziły warszawskie środowisko do uprawiania malarstwa kolorystycznego. W 1931 Taranczewski ukończył studia i zadebiutował podczas II Salonu Instytutu Propagandy Sztuki w Warszawie. W 1933 wstąpił do reprezentującej kolorystyczną orientację grupy Pryzmat. Indywidualne wystawy Taranczewskiego odbyły się w Poznaniu (1932, 1936), Krakowie (1934) i Warszawie (1938). W 1935 artysta odbył podróż do Paryża. W 1937, wraz z Piotrem Potworowskim zwiedzał Grecję i Włochy. W 1935 zajął się prowadzeniem w Poznaniu galerii Salon 35. Otrzymał nagrodę Prezesa Rady Ministrów i Spraw Wewnętrznych w Salonie Malarskim 1937.
W 1945 przyjął funkcję prezesa Związku Polskich Artystów Plastyków. Funkcję dyrektora Państwowego Instytutu Sztuk Plastycznych w Poznaniu objął w październiku 1945, gdzie prowadził pracownię malarstwa sztalugowego. W 1947 roku otrzymał propozycję zorganizowania Katedry Malarstwa Dekoracyjnego w Akademii Sztuk Pięknych w Krakowie, w której do 1970 był profesorem, przekazując zarządzanie PWSSP w Poznaniu Stanisławowi Teisseyre’owi. 
Pod jego kierunkiem dyplom uzyskało wielu wybitnych malarzy i grafików m.in. Zygmunt Czyż (dyplom w 1964). Za swą działalność artystyczną, pedagogiczną i organizacyjną został uhonorowany Nagrodą Miasta Poznania (1946), Nagrodą Fundacji S. Guggenheima w Nowym Jorku (1958), Nagrodą Miasta Krakowa (1964) i Nagrodą Ministra Kultury i Sztuki I stopnia (1969).
Malował cyklami. Najbardziej znane to: Martwa natura z zielonym dzbanem, Martwa natura z błękitnym wazonem i muszlą, Martwa natura z klatką, Pień, Krzesło i sztaluga, Mała Malarka, Martwa natura ze Świątkiem, Koncert w Atelier, Trio. Polichromię realizował głównie w architekturze sakralnej. Powstało ich wiele, najważniejsze to Kościół Najświętszej Marii Panny w Poznaniu i Kościół św. Marcina w Poznaniu, aula Uniwersytetu im. Adama Mickiewicza. Zaprojektował i zrealizował witraże w katedrze warszawskiej, poznańskiej i w kościele parafialnym w Borku Fałęckim w Krakowie. Obrazy Wacława Taranczewskiego znajdują się w zbiorach wszystkich ważniejszych muzeów polskich, także w kolekcjach prywatnych w Polsce i za granicą.
Jego synem jest malarz Paweł Taranczewski.
Został pochowany w Krakowie na cmentarzu wojskowym przy ul. Prandoty kwatera: XCVI, rząd: 11, miejsce: 4.

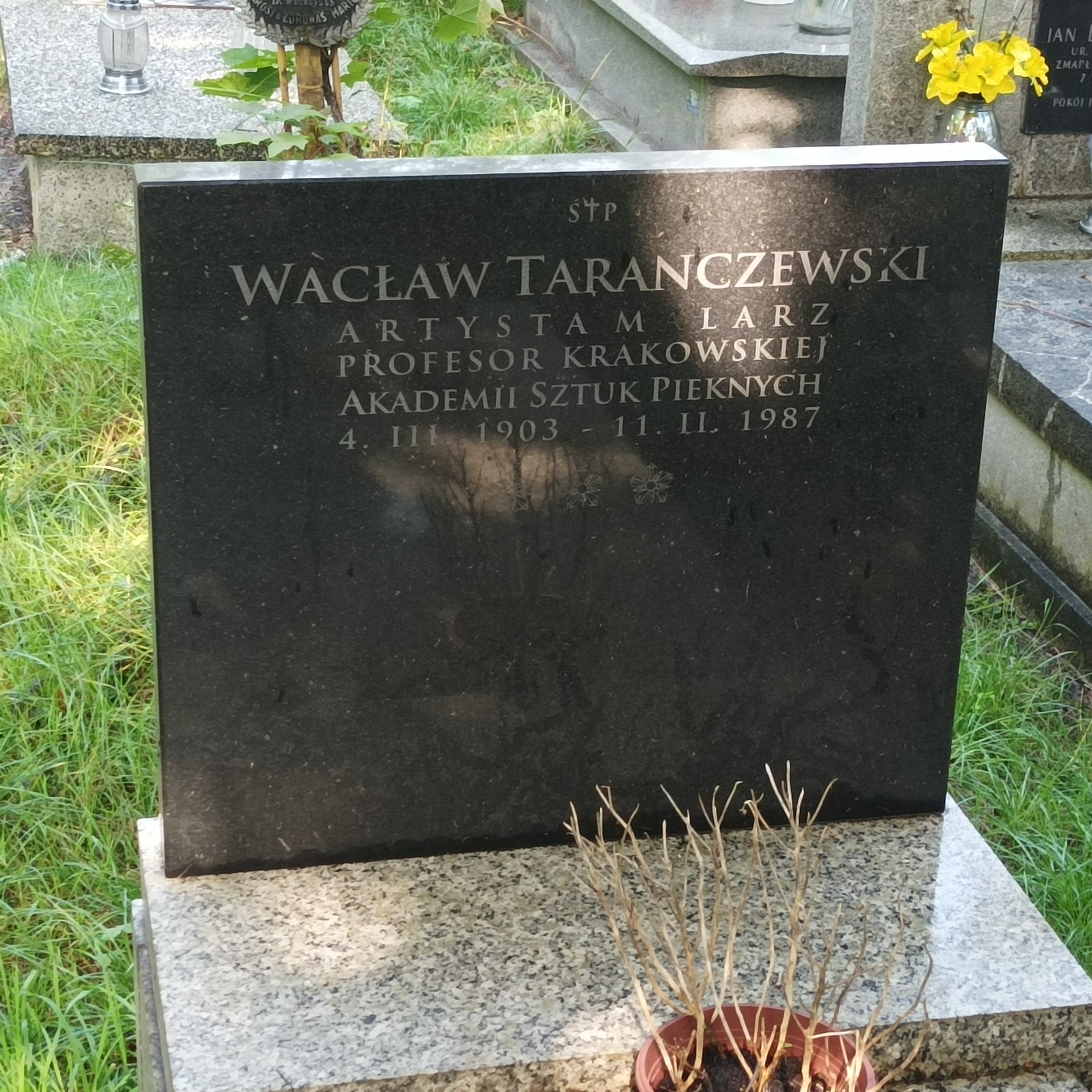
Grób Wacława Taranczewskiego na cmentarzu wojskowym przy ul. Prandoty w Krakowie